# Vondelmonument
Het Vondelmonument, ook bekend als Vondelbeeld, is een groot standbeeld voor de 17e-eeuwse Nederlandse dichter en toneelschrijver Joost van den Vondel in het Vondelpark te Amsterdam. Het beeld werd op 18 oktober 1867 onthuld, waarna het park zelf Vondel(s)park genoemd werd, wat in 1880 de officiële naam werd.

## Ontwerp

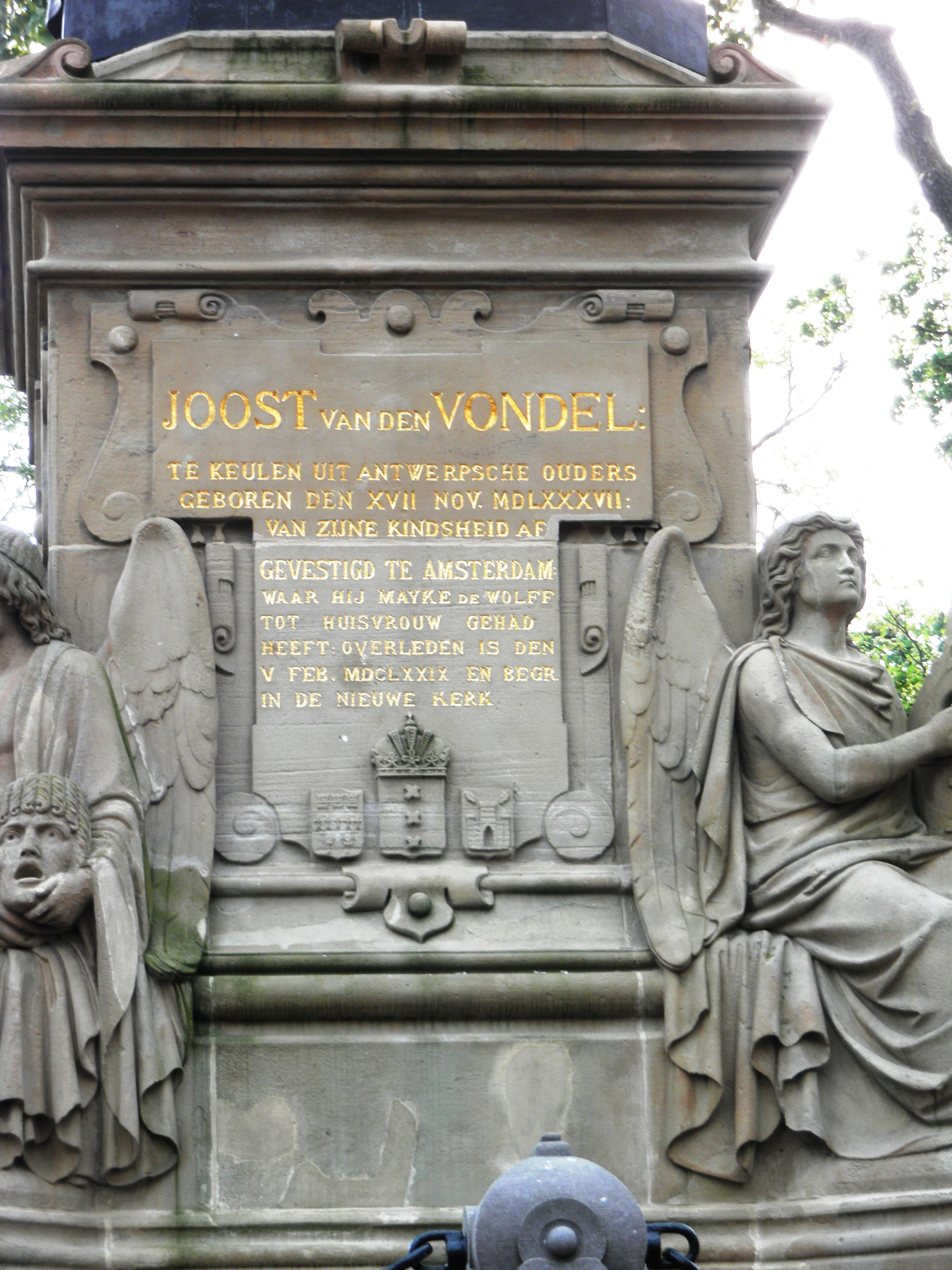
De sokkel

Het ontwerp voor het standbeeld van Vondel werd gemaakt door de beeldhouwer Louis Royer, de uitwerking geschiedde door Jean Theodore Stracké. Het 230 cm hoge bronzen beeld toont Vondel zittend op een stoel, met in zijn ene hand een opengeslagen boek, terwijl hij met zijn andere een ganzenveer (inktpen) vasthoudt.
Het ontwerp voor de hoge stenen sokkel werd gemaakt door de architect Pierre Cuypers, die indertijd in de nabijgelegen ook door hem ontworpen Vondelstraat woonde. Jean Hubert Lauweriks ontwierp de zandstenen engelen op de vier hoeken. Met hun verschillende attributen symboliseren zij elk een onderdeel van het oeuvre, respectievelijk het treurspel, het hekeldicht, het leerdicht en de gewijde poëzie.
Dagblad De Tijd was vol ontzag over de wijze waarop de financiering tot stand kwam, 'hoe de bijdragen daartoe mildelijk vloeieden, zonder kunstmiddelen, zonder loterijen, zonder afpersing - maar gul en grif werden verstrekt.'

## Beschrijving
Toen het beeld net gegoten was bij Enthoven & Co. te 's Gravenhage kwam prins Alexander een kijkje nemen. In diens voetspoor kreeg de redactie van het Dagblad van Zuidholland de gelegenheid het beeld te zien. Deze allereerste beschrijving werd overgenomen in dagblad De Tijd: 'Vondel zit daar rustig op een gedrapeerden stoel; het regterbeen uitgestrekt op het voetstuk, het linker gebogen, rustende op een voetbankje. Met 't door een lauwerkrans versierd hoofd naar omhoog blikkende, schijnt hij te peinzen over de woorden, die zijn opgeheven pen straks in het op zijn knie rustend boek zal schrijven. Aan zijne voeten ligt een Virgilius. In één woord, wij zien Vondel, zooals we hem uit zijne werken leerden kennen.' De krant had veel lof over voor het ontwerp van Royer: 'hij wist voornamelijk een helderen blik aan het scherpe oog van den gevierden Vondel te geven en de rustige en natuurlijke plooijen van den mantel, die den schouder van het beeld bedekt, in zoo schoone harmonie te brengen met de levendige vouw aan het eind dat over zijn linkerarm is gehangen. Het is waarlijk een meesterstuk waarop de heer Royer trotsch mag zijn.'
Bij de onthulling noemde dagblad De Tijd het standbeeld 'inderdaad indrukwekkend' en 'zeker een der beste beelden van den heer Royer. Op het voetstuk, door den heer Cuypers vervaardigd, prijken vier levensgroote beelden, voorstellende de tooneelpoezij, het Lierdicht, het Leerdicht en het hekeldicht' en ook deze zijn 'voortreffelijk van teekening en uitvoering.' Elk der vier gevleugelde figuren zit in een houding die correspondeert met die van Vondel zelf, met de rechtervoet uitgestrekt en de linker ingetrokken, voor zover dat zichtbaar is; de lange gewaden benemen veelal het zicht op het linkerbeen (op de afbeelding bij de infobox bovenaan dit artikel is het voetenbankje van de engel met de lier goed te zien). Ook heeft elke figuur, net als Vondel zelf, in de linkerhand een attribuut en in de rechterhand het gereedschap om dit te bewerken. Aan de hoek linksvoor zit de engel die Vondels toneeloeuvre symboliseert, met een masker in de ene en een beitel of guts in de andere hand om het masker vorm te geven. Het lierdicht wordt rechtsvoor verzinnebeeld door een engel die op een lier tokkelt. Rechtsachter wordt het leerdicht voorgesteld door een engel met een in leer gebonden boek dat met metalen klampen is verzegeld; in de rechterhand houdt de figuur de pen of sleutel om dit te openen. Linksachter stelt een engel het hekeldicht voor, met een papierrol in de ene en een galei in de andere hand, klaar om het papier te bedrukken, kennelijk om de op de actualiteit gerichte aard van deze dichtvorm aan te geven.

## Onthullingsfeesten van 1867

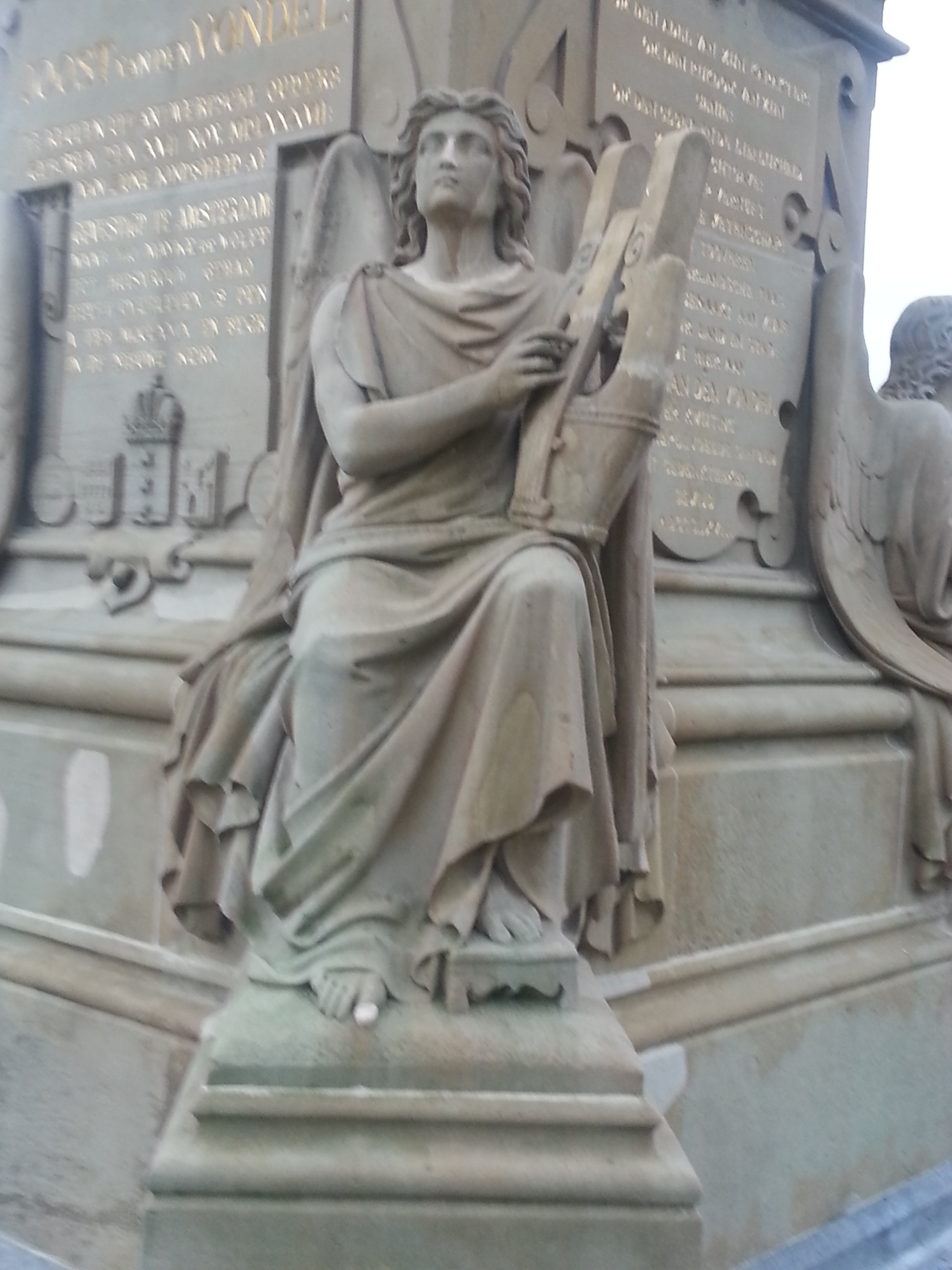
Engel met lier rechtsvooraan het voetstuk van het beeld

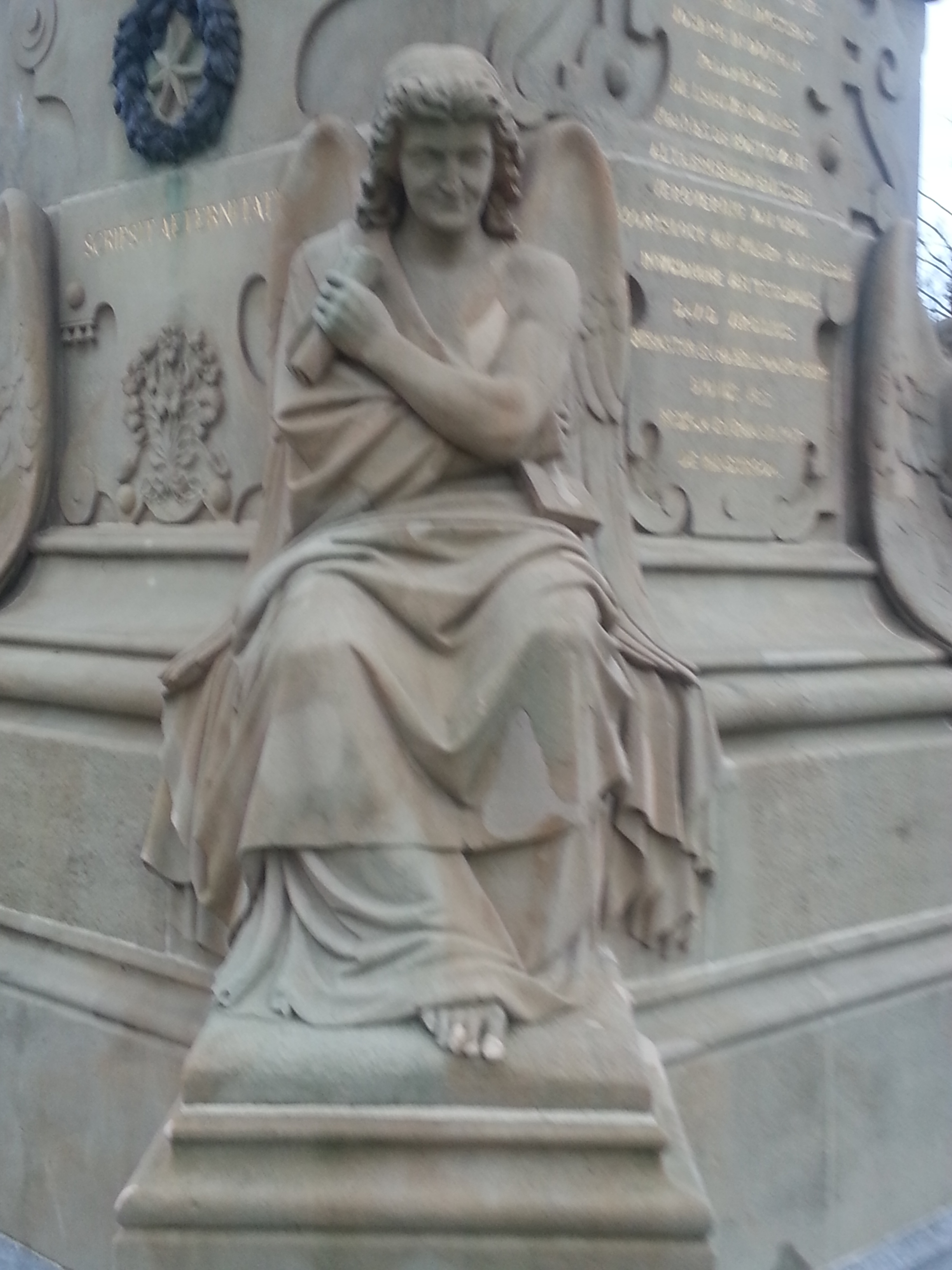
Engel met papierrol en galei linksachter het voetstuk van het beeld

### Eerste dag
Op 18 oktober 1867 werd het beeld in het - toen nog - Rij- en Wandelpark  onthuld tijdens de meerdaagse 'Vondelsfeesten', waarbij de eerste rei uit Vondels Lucifer werd voorgedragen. Als tweede onderdeel stond de muzikale omlijsting op het programma, met nieuwe muzikale composities van Verhulst en Hol, op woorden van Hofdijk. Ruim vierhonderd zangers en een orkest werkten mee. Dit onderdeel werd afgesloten met de vijfde symfonie van Beethoven en Händels Hallelujah-koor.
Voor de onthulling van het standbeeld vervoegde de genodigden zich bij Vondels graf in de Nieuwe Kerk voor een kranslegging en een toespraak van Van Lennep, de voorzitter van de hoofdkommissie. Vervolgens begon de optocht: 'Het weder, dat buiten verwachting zeer schoon was, had duizende menschen op de been gebragt, zoodat de straten hier en daar letterlijk versperd waren.' Voorop ging de muziek der huzaren uit Haarlem, daarna directie en personeel van de schouwburg. De boogschutterij 'Genoegen zij ons doel' sloot de eerste afdeling af.
De tweede afdeling bestond voornamelijk uit drie praalwagens, waarvan de eerste De Faam voorstelde: 'een groot, half zwevend en gedrapeerd vrouwebeeld met vleugels.' De wagen zelf was rijk beschilderd, onder meer met de mededeling dat de Nederlandsche Boekhandel en haar vereniging met deze bijdrage een hulde aan Vondel bracht. Daarachter liepen de boekverkopers en -drukkers, alsmede de rederijkerskamers 'Onderling Genoegen' en 'Joost van den Vondel'. De tweede praalwagen heette De Nederlandsche Drukpers en was gesierd met de geschilderde tronies van Vondel en Laurens Coster. Ook waren er schilden met de namen van voorname boekdrukkers. Daarop volgde een afvaardiging van de typografische verenigingen 'de Nederlandsche Drukpers' en 'Voorzorg en Genoegen', de kinderen uit de diverse weeshuizen en enige muziekgezelschappen. De derde praalwagen torste een kolossaal vrouwebeeld: De Poëzie op haar troon gezeten, terwijl buitenlandse bloemen en gewassen de vreemde wereldstreken vertegenwoordigden. 'Hoe verder de stoet zijn weg vervolgde, des te grooter werd de volksmenigte. Alle ramen, die, uithoofde van het zachte weder, overal geopend konden blijven, waren door dames bezet, terwijl de grachten met schuiten als bezaaid waren.' Toen men van de Amstel de Keizersgracht op ging, kantelde De Faam en sloeg om, waarbij het beeld brak.
Aangekomen op het feestterrein zelf, dat 'door een onafzienbare menigte was omringd', ontving de commissie de genodigden en hoogwaardigheiudsbekleders, waarbij Van Lennep weer een toespraak hield. Hierna werd een gezang aangeheven:
Weg het onverschillig kleed!
't Werkstuk is gereed.
Los, laat los de koorden!
Laat het hulsel dalen,
Vondels eer in volheid pralen
Aan zijn dierbare Amstelboorden.
Loos, laat los de koorden!
Laat het hulsel zinken,
En de feestbazuinen klinken!
Bij de afloop van dat gezang was het dan zo ver: 'Op dat oogenblik viel het omhulsel en het standbeeld vertoonde zich voor de oogen der opgetogen menigte, die een langdurig en oorverdoovend gejuich aanhief, dat wedijverde met de fanfares van het orkest en het daveren van het geschut. Het was inderdaad een plegtig oogenblik, en men kon te midden van de geestdrift, welke er heerschte, ook bij zeer velen aandoening op het gelaat zien, nu de groote dichter in zijn geliefd Amsterdam is teruggekeerd, om er de hulde te ontvangen van gansch Nederland, dat er fier op is hem een landgenoot te kunnen noemen.' Na nog enkele woorden van de burgemeester en de minister van Binnenlandse Zaken eindigde de plechtigheid met de overdracht van het beeld aan de stad Amsterdam.

### Tweede dag
De volgende ochtend, de negentiende, was er een optocht en opnieuw muziek. Voor de gelegenheid waren tribunes opgericht, waarop 'behalve de voornaamste autoriteiten van stad en gewest' ook de ministers van binnenlandse zaken en van kolonie, marine en oorlog aanwezig waren, alsmede afgevaardigden van België en Frankrijk. Nadat tegen half twee de optocht was gearriveerd, begon Vondelkenner Jacob van Lennep aan zijn toespraak, waarbij hij de namen noemde van 'Royer, Enthoven, Gabriel, Cuypers, die allen (...) in meerdere of mindere mate bij de vervaardiging van het standbeeld hebben meegewerkt.'
Verder bracht hij namens Nederland, eenige woorden van dankbare erkentelijkheid aan de vertegenwoordigers der vreemde souvereinen (de vorsten van Frankrijk en België), die door hunne krachtige :hulp hadden bewezen, hoezeer zij erkenden, dat mannen als Vondel, niet slechts den dank en de hulde verdienden van de natie waaronder zij hadden geleefd en geewerkt, maar van alle natiën.'
Het programma was zo veelomvattend dat De Tijd twee dagen later, op 21 oktober, een vervolgreportage afdrukte. In zijn toespraak bij de onthulling kapittelde Van Lennep de stad Keulen die geen enkele bijdrage had geleverd aan de nagedachtenis van haar beroemde zoon. Na hem sprak burgemeester Fock enkele woorden van dank aan de commissie en van hulde aan Vondel zelf. Vervolgens was het woord aan de minister van Binnenlandse Zaken, mede namens de regering en het koningshuis, en overhandigde namens de koning aan Van Lennep het kommandeurskruis der Orde van den Nederlandschen Leeuw.
Hierna was er een gala-voorstelling in de versierde schouwburg, waar Van Lenneps over Vondel handelende gelegenheidsstuk Een Dichter aan de Bank van Leening werd opgevoerd. Het geestdriftige publiek riep Van Lennep op het podium, waar hij verscheen met het hem die ochtend toegekende kommandeurskruis om de hals. Vervolgens droegen enkele rederijkers het eerste en vierde bedrijf van het 'onvergelijkelijk schoone treurspel' Lucifer voor, eveneens met groot succes: 'Het was opmerkelijk welke diepen en zigtbaren indruk door deze overheerlijke verzen te weeg gebragt werd op een publiek, dat reeds lang aan de verheven kunst van voorheen is ontwend.' Vervolgens bracht het schouwburgpersoneel een hulde, waar ze tot onvrede van de verslaggever 'een slootableau aan hadde toegevoegd, dat den aanwezigen veroorloofde den diepen afgrond te peilen tusschen het verbasterd tooneel van onze dagen en dat, waaraan Vondel zijn edelsten arbeid wijdde.' Afgesloten werd met het volkslied dat door het orkest werd gespeeld en door het publiek staande aanhoord.

### Derde dag
De volgende ochtend, 20 oktober, trokken de feestenden per stoomboten naar het Muiderslot. Dat was voor de gelegenheid met zeventiende-eeuwse meubels ingericht, met citaten van Vondel aan de muren Louis Royer had een gipsen buste van Vondel gemaakt die het middelpunt vormde van de ridderzaal, die architect Pierre Cuypers had omgetoverd in een schrijn.

## Geschiedenis
Hoewel het park pas in 1953 in handen van de gemeente Amsterdam overging, had die al sinds 1868 een heel klein stukje van het park in handen, namelijk 'de paar vierkante meter waarop het beeld van Vondel staat.'

### Begin twintigste eeuw
De economische crisis van de jaren dertig leverde het standbeeld een nieuwe verfraaiing op, toen in 1933 te werk gestelde werkloze jongelui een hek vervaardigden dat om het standbeeld heen kwam.
Een voortdurende bron van overlast waren de vogels, die zich in de armbuigingen van de figuren nestelden en zo het beeld toetakelden. Een bezoeker beschreef in 1927 hoe 'in de draperie van zijn mantel en in de holte van zijn gebogen arm de vogels nestelden met al den aankleve van dien.'

### Het 75-jarig jubileum tijdens de Bezetting
In 1942, tijdens de Bezetting, beleefde het monument zijn 75-jarig jubileum. Dagblad De Tijd greep de gelegenheid aan voor een meerduidig herdenkingsartikel. De ondertitel luidde 'Geestdriftige poëzie achter prikkeldraad' en er wordt aan herinnerd dat destijds 'meer dan één gekroond hoofd in Europa' aan het standbeeld heeft bijgedragen, waarvan Napoleon III met name wordt genoemd. Ook de beschrijving van de optocht uit 1867 is vol weemoed naar andere tijden: 'Maar toen het monument er eenmaal was, heeft Amsterdam er drie dagen lang feest om gevierd, en dat met een gemoedelijkheid, die helaas hoe langer hoe meer in onbruik is geraakt bij officieele plechtigheden.' In deze sfeer krijgen ook de woorden 'Het nakroost zingt Uw lof' uit het loflied van 1867 waarmee het artikel van 1942 besluit, een nieuwe lading. Ook het geïllustreerde weekblad Panorama besteedde aandacht aan het jubileum, in een artikel waarin met name het gebrek aan respect voor de grote kunstenaars uit het Nederlands verleden tot onderwerp had. Zo werd Van Lennep ervan beschuldigd 75 jaar eerder ten onrechte het middelpunt van de herdenking te zijn geweest, omdat in de schouwburg niet Vondels treurspelen maar Van Lenneps eigen Een dichter aan de bank van leening over Vondel opgevoerd werd.

## Beschadigingen
Rond Kerstmis 1982 werd het beeld van zijn hoofd ontdaan door krakers die protesteerden na de ontruiming van het omstreden gekraakte pand Vondelstraat 36.
Feitelijk was de onthoofding een ongeluk, aangezien het beeld, bij het omver trekken, met de nek op het omringende ijzeren hekwerk belandde waarop het hoofd losraakte en 'De kop van Vondel' in allerijl in veiligheid werd gebracht in een gekraakte villa aan de rand van het park. 
Begin januari 1983 verkaste het hoofd  naar het toenmalige kraakpand Wijers aan de Nieuwezijds Voorburgwal waar het tot 13 januari verbleef in een supermarktkar. Op de sokkel van het beeld in het park stond inmiddels geschreven: "Vondel 36, geen huidenstraattruc, onrecht." 
De schade werd in de tussentijd geschat op 30.000 gulden. Indien nodig kon het beeld opnieuw worden gegoten, omdat de ijzeren gietmallen nog steeds bewaard waren gebleven bij de gemeente Amsterdam.
In de ochtend van 14 januari 1983 echter, dook de kop weer op. Hij was in alle vroegte in het kader van "Er moeten koppen rollen" in een grote kist achtergelaten op het bordes voor het gebouw van de Hoge Raad aan Het Plein in Den Haag, waar die dag een voor de kraakbeweging bepalende wet zou worden behandeld.
De restauratie werd toevertrouwd aan klokkengieterij Koninklijke Eijsbouts B.V. in het Brabantse Asten. De werkzaamheden bestonden uit het oprekken van de borstkas, die bij de val in elkaar was gedrukt, en het weer op de romp lassen van het hoofd. Verder werden meteen ook de naden opnieuw gelast (het beeld was destijds in onderdelen gegoten die daarna van binnen aan elkaar werden geschroefd) en werd de groen uitgeslagen buitenkant hersteld. Op 16 november 1983 werd het gerestaureerde beeld weer op zijn sokkel teruggezet.

## Verzakking

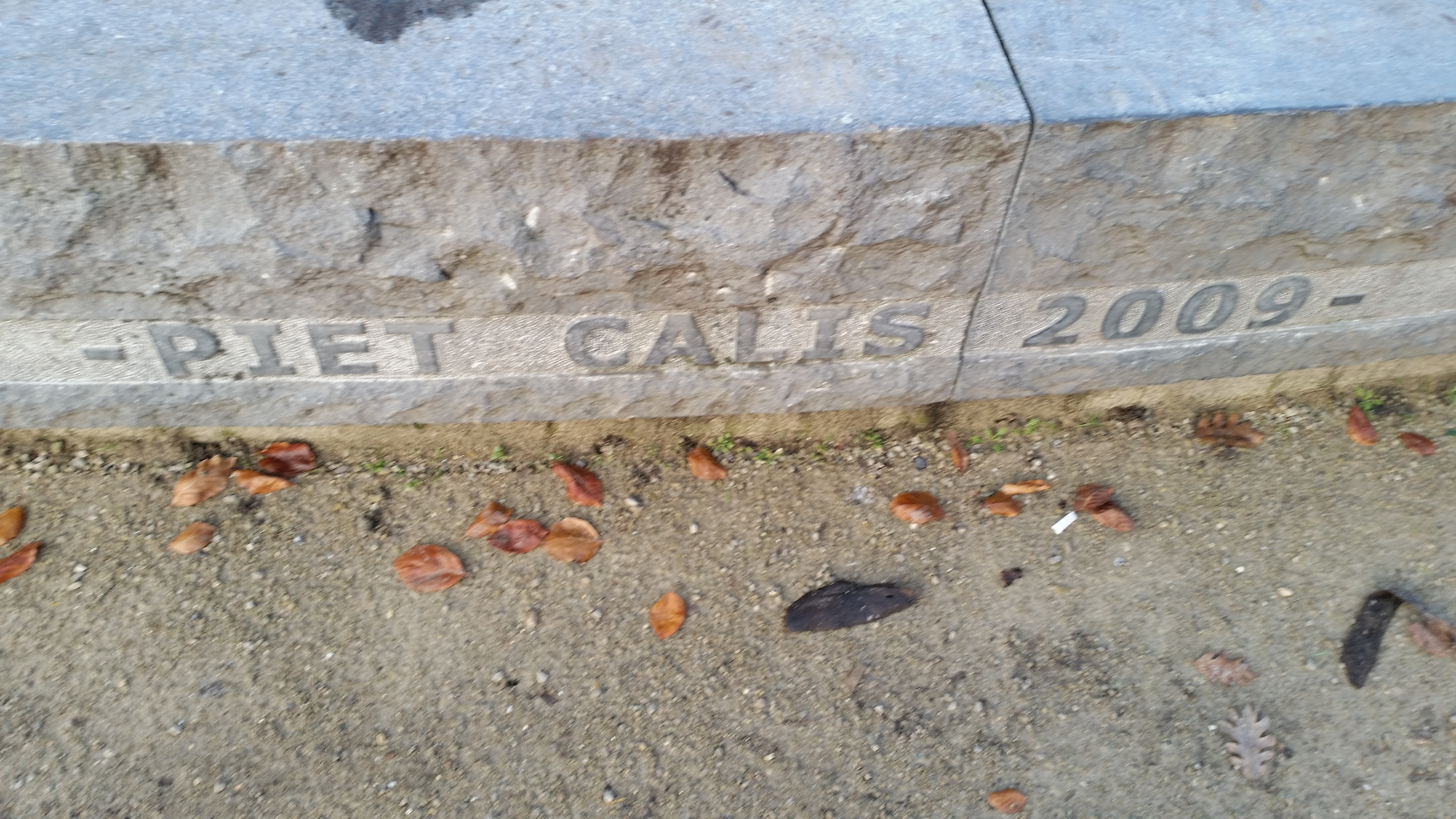
Ondertekening citaat Piet Calis

Gedurende de periode 2000-2010 werd het Vondelpark vanwege moeilijkheden met de waterstand gerenoveerd. In die periode werd de waterhuishouding aangepast, maar ook het Vondelmonument. De grond rondom het beeld was dusdanig verzakt dat de bakstenen waarop het beeld rust bloot kwamen te liggen. Dit heeft men opgelost door rondom het beeld een aarden verhoging aan te brengen, bijeengehouden door een stenen muur. Op die stenen muur is een tekst van Piet Calis, Vondelkenner, te lezen uit 2009:
GEBOREN IN EEN ANDER LAND EN VERVULD VAN GELUK OM DE VRIJHEID DIE HEM IN DEZE BLOEIENDE STAD TEN DEEL IS GEVALLEN, KIJKT DE DICHTER DES VADERLANDS JOOST VAN DEN VONDEL GENIETEND OM ZICH HEEN EN ZINGT HIJ: AAN DE AEMSTEL EN AAN HET IJ, DAAR DOET ZICH HEERLIJK OPEN ZIJ DIE ALS KEIZERIN DE KROON DRAAGT VAN EUROPE: AMSTERDAM. DE GROENE HALSBANDPARKIETEN VAN HEINDE EN VER GEKOMEN, NESTELEN IN DIT PARK, LATEN VOL GEESTDRIFT HUN LOKROEP HOREN EN DANSEN OP DE EINDELOZE RITMES VAN DE LUCHT. EN EEN GEÏNSPIREERDE VONDEL TEKENT OP: AI LAAT ONS BEURTEWIJS DEN TOON DER VOGELEN, VROEG AAN 'T KWINKELEREN, NAVOLGEN, EN 'T GELUID SCHAKEREN, EN STRENGELEN TOT ENE KROON. - PIET CALIS 2009 -.
Calis maakte hiermee een verbinding tussen Vondel (geboren in Keulen) en de kolonie van exotische halsbandparkieten die zich in het park vestigde.

## Verklarende noten
1. ↑  Lemma Galei in het Algemeen Letterkundig Lexicon,  G.J. van Bork, D. Delabastita, H. van Gorp, P.J. Verkruijsse en G.J. Vis, 2012, geraadpleegd op 23 april 2021.

## Verwijzende noten
1. ↑  Monumentenregister
2. ↑  Amst. Cour., 'Amsterdam, 18 oktober.' De Tijd, 12 augustus 1867.
3. ↑  An., Bericht zonder eigen kop. De Tijd, 30 september 1867.
4. ↑  'Amsterdam, 18 October.' De Tijd, 19 oktober 1867.
5. ↑  An., 'Vondelsfeesten.' Algemeen Handelsblad, 19 oktober 1867.
6. ↑  An., Bericht zonder kop De Tijd, 21 oktober 1867.
7. ↑  Van Wegen (2013), p. 28.
8. ↑  Loek Hieselaar, 'Vondel(s)park een eeuw oud. Feest in de mooiste polder van Amsterdam. Auto maar één jaar geduld.' De Tijd/ De Maasbode, 3 april 1965.
9. ↑  'Jonge werkloozen in het Vondelpark.' Het volk, 30 september 1933.
10. ↑  An., Fotobijschrift. De Sumatra post, 5 september 1931.
11. ↑  N. van Harpen, 'Vondels populariteit bij de vogels.' Algemeen Handelsblad, 29 juni 1927.
12. ↑  An., 'Vondel zit 75 jaar in het Vondelpark. Musschen in jubileumstemming. Geestdriftige poëzie achter prikkeldraad.' De Tijd, 17 oktober 1942.
13. ↑  L., 'Een jubileum in het Vondelpark.' Panorama: geïllustreerd weekblad in koperdiepdruk, 29 oktober 1942.
14. ↑  An., 'Hoofd van Vondel spoorloos.' Het vrije volk, 27 december 1982.
15. ↑  René Steenhorst, 'Kunstenaars verontrust over "beeldenstorm" van krakers: "Nog even en 'De Nachtwacht' wordt van de rand gerukt."' De Telegraaf, 28 december 1982.
16. ↑  An., Fotobijschrift. Nederlands dagblad, 15 januari 1983.
17. ↑  An., 'Vondels hoofd bij Hoge Raad.' Het vrije volk, 14 januari 1983.
18. ↑   An., 'Onthoofde Vondel in restauratie.' Nieuwsblad van het Noorden, 15 augustus 1983.
19. ↑  An., 'Vondel weer terug in Vondelpark.' Nederlands dagblad, 11 november 1983.
20. ↑  Buitenbeeld in beeld over verzakking